# Xã Moran, Quận Todd, Minnesota
Xã Moran (tiếng Anh: Moran Township) là một xã thuộc quận Todd, tiểu bang Minnesota, Hoa Kỳ. Năm 2010, dân số của xã này là 508 người.